# セレビシン
セレビシン(Cerevisin、EC 3.4.21.48)は、幅広い特異性のタンパク質やBz-Arg-OEt Ac-Tyr-OEtを加水分解するが、ペプチドアミドは分解しない酵素である。
この酵素は、出芽酵母(Saccharomyces cerevisiae)から単離された。